# Triangle United FC
Triangle United Football Club w skrócie Triangle United FC – zimbabwejski klub piłkarski grający w zimbabwejskiej pierwszej lidze, mający siedzibę w mieście Triangle.

## Sukcesy
- Puchar Zimbabwe[1]:
  - zwycięstwo (1): 2018

## Występy w afrykańskich pucharach
| Sezon     | Rozgrywki           | Runda    | Kraj       | Klub          | Dom | Wyjazd | Dwumecz |
| --------- | ------------------- | -------- | ---------- | ------------- | --- | ------ | ------- |
| 2019/2020 | Puchar Konfederacji | wstępna  | Burundi    | Rukinzo FC    | 5–0 | 0–0    | 5–0     |
| 2019/2020 | Puchar Konfederacji | 1        | Tanzania   | Azam FC       | 1–0 | 1–0    | 2–0     |
| 2019/2020 | Puchar Konfederacji | play-off | Mauretania | FC Nouadhibou | 3–2 | 0–2    | 3–4     |

## Stadion
Domowe mecze klub rozgrywa na stadionie o nazwie Gibbo Stadium w Triangle. Stadion może pomieścić 3000 widzów.

## Reprezentanci kraju grający w klubie od 2004 roku
Stan na styczeń 2023.
| - Stephen Alimenda - Phineas Bamusi - Blessing Chimwachumere - Pardon Chinungwa - Tichaona Chipunza - Malvin Gaki - Daniel Kamunenga - Ralph Kawondera - Leo Kurauzvione - Pasca Manhanga - Brian Mapfumo - Nelson Maziwisa | - Misheck Mburayi - Winston Mhango - Charles Mukanhairi - Delic Murimba - Obey Mwerahari - Donald Ngoma - David Sengu - Ronald Sengu - Jimmy Tigere - Praise Tonha - Guthrie Zhokinyi |